# بيدخون مرغك (ده كردي)
بیدخون مرغك (بالفارسية: بیدخون مرغک) هي قرية تقع في إيران في البلدة المركزية. يقدر عدد سكانها بـ 224 نسمة بحسب إحصاء 2016.